# 锁咬儿哈的迷失
锁咬儿哈的迷失（13世纪？—1321年），元朝大臣，别失八里（今新疆吉木萨尔北破城子）畏兀儿人，一说哈密人。阿台之孙，辽阳行省参知政事迭里威失之子。
鎖咬兒哈的迷失十二岁时，宿卫硕德八剌（元英宗）潜邸，掌管服御诸物。延祐七年（1320年），元英宗即位，拜为监察御史。至治元年（1321年）春，英宗在京西寿安山建造大刹，锁咬儿哈的迷失与御史观音保、成珪、李谦亨上奏劝谏，以为兴大役，耗财伤民，并不能祈福。当年干支在辛酉，不宜兴筑。之前，司徒刘夔献浙右民田，冒领内帑钞六百万贯，丞相帖木迭儿分了一半，监察御史举发，于是帖木迭儿非常痛恨台谏。这时，帖木迭儿之子琐南为治书侍御史，密奏英宗，锁咬儿哈的迷失作为宿卫旧臣，谤上扬直，大不敬。英宗杀死锁咬儿哈的迷失与观音保，杖珪、谦亨。泰定初年，赠锁咬儿哈的迷失为资德大夫、御史中丞、上护军，追封永平郡公，谥贞愍。赐其妻儿钞五百贯、良田千亩，墓树神道碑。

## 延伸阅读
[在维基数据编辑]
 《新元史/卷131》，出自柯劭忞《新元史》